# Nomia lusoria
Nomia lusoria is een vliesvleugelig insect uit de familie Halictidae. De wetenschappelijke naam van de soort is voor het eerst geldig gepubliceerd in 1919 door Cockerell.